# 松花江
松花江（しょうかこう、拼音: Sōnghuājiāng、ソンホワチアン）は、ユーラシア大陸・中国東北部を流れる川の一つ。

## 地理
アムール川最大の支流で、長白山系の最高峰、長白山（朝鮮語名：白頭山）の山頂火口のカルデラ湖（天池）から発し、原始林地帯を貫き吉林省を北西に流れ、吉林省長春の北で伊通河が合流する飲馬河をあわせて松嫩平原に入り、白城市（大安市）で嫩江をあわせて北東に流れを変える。嫩江合流までの松花江は、満洲国時代から1988年までは第二松花江と呼ばれていた。この区間は長さ795km、流域面積78,000平方kmである。嫩江の長さ1,370km、流域面積290,000平方kmよりも小さい。このため嫩江と第二松花江のどちらが松花江の源流かという論争があったが、現在は長白山からの流れが源流と位置づけられている。豊満水力発電所とそのダム湖・松花湖はこの区間にある。
嫩江合流後、しばらく吉林省と黒竜江省の境の東北平原を流れてから黒竜江省に入り、ハルビン市街区のすぐ北を流れる。その後牡丹江などの大きな支流をあわせて三江平原の湿地帯に入り、ロシア国境の黒龍江省同江市付近でアムール川に合流する。長さは1,927km、流域面積は212,000km2である。冬季は凍結し、春になると雪解け水によって最大流量に達する。
ハルビン北東部一帯の松花江の氾濫原には三日月湖とサーモカルストが多く、アッケシイワノガリヤス、オオアゼスゲ、ヨシ、アサザなどの湿地植物が生えている。ヒシクイ、マガン、アカハジロなどの鳥類とアムールチョウザメの生息地として2020年にラムサール条約登録地となった。

## 歴史

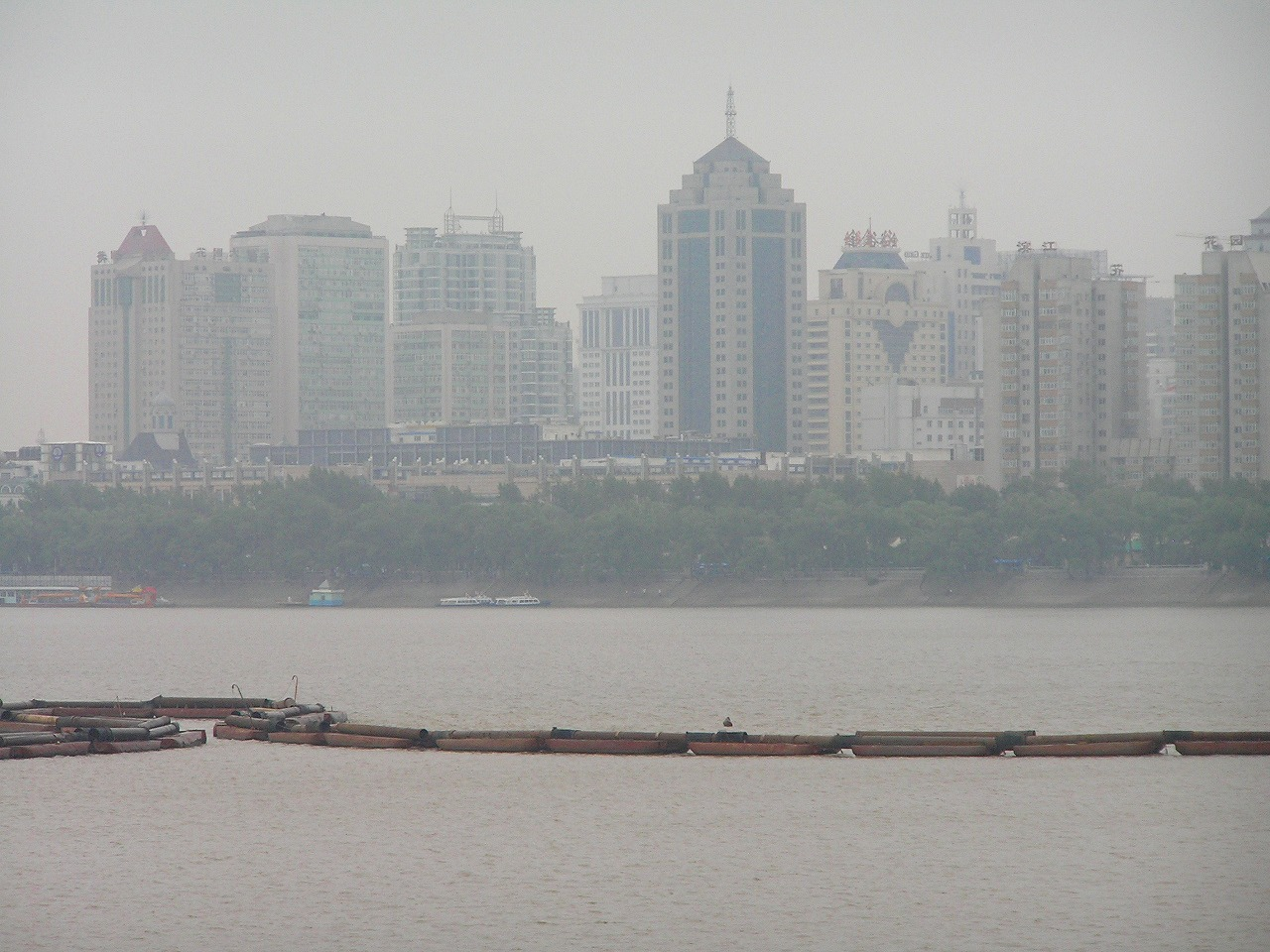
ハルビン市と松花江

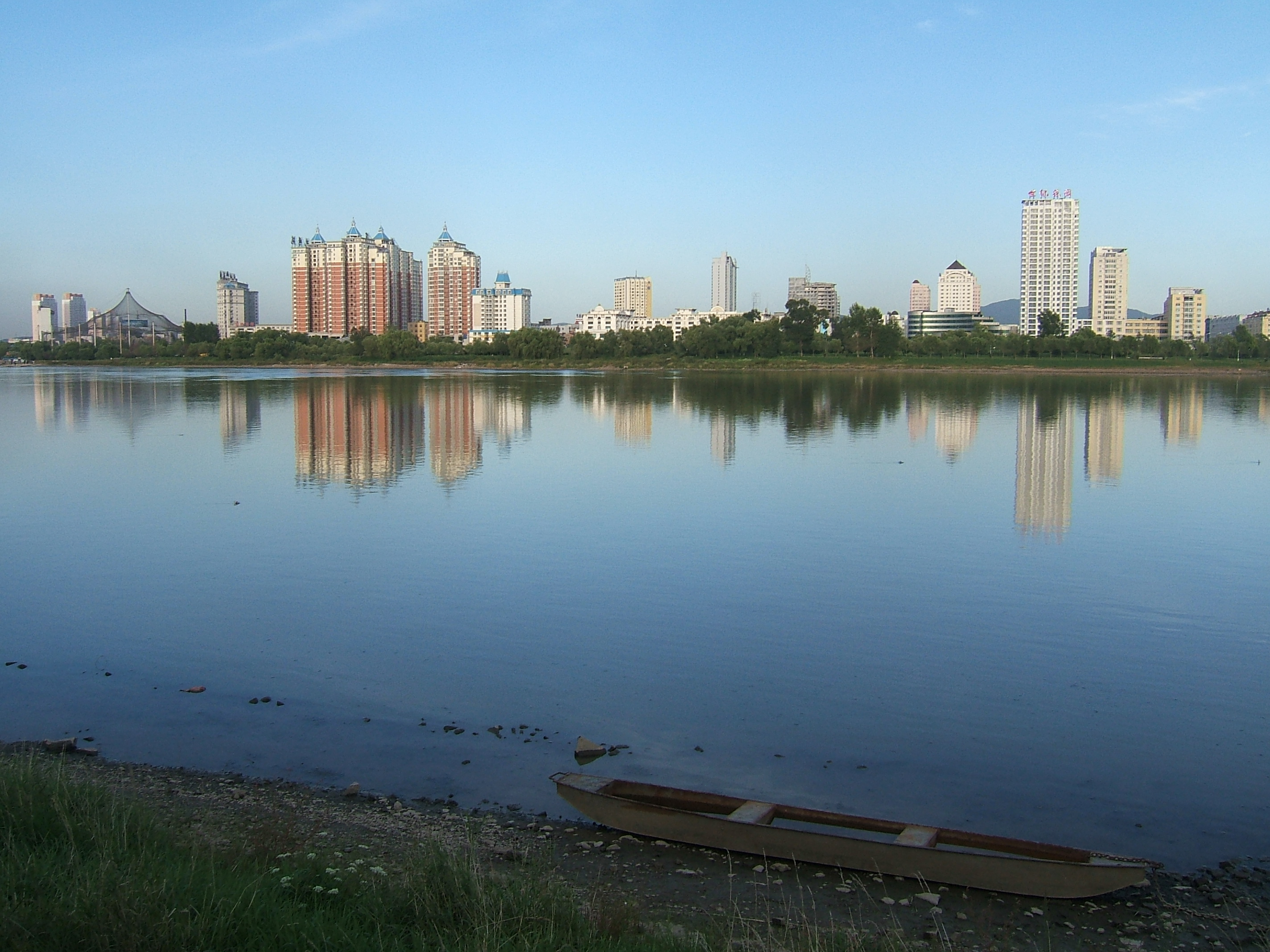
吉林市を流れる松花江

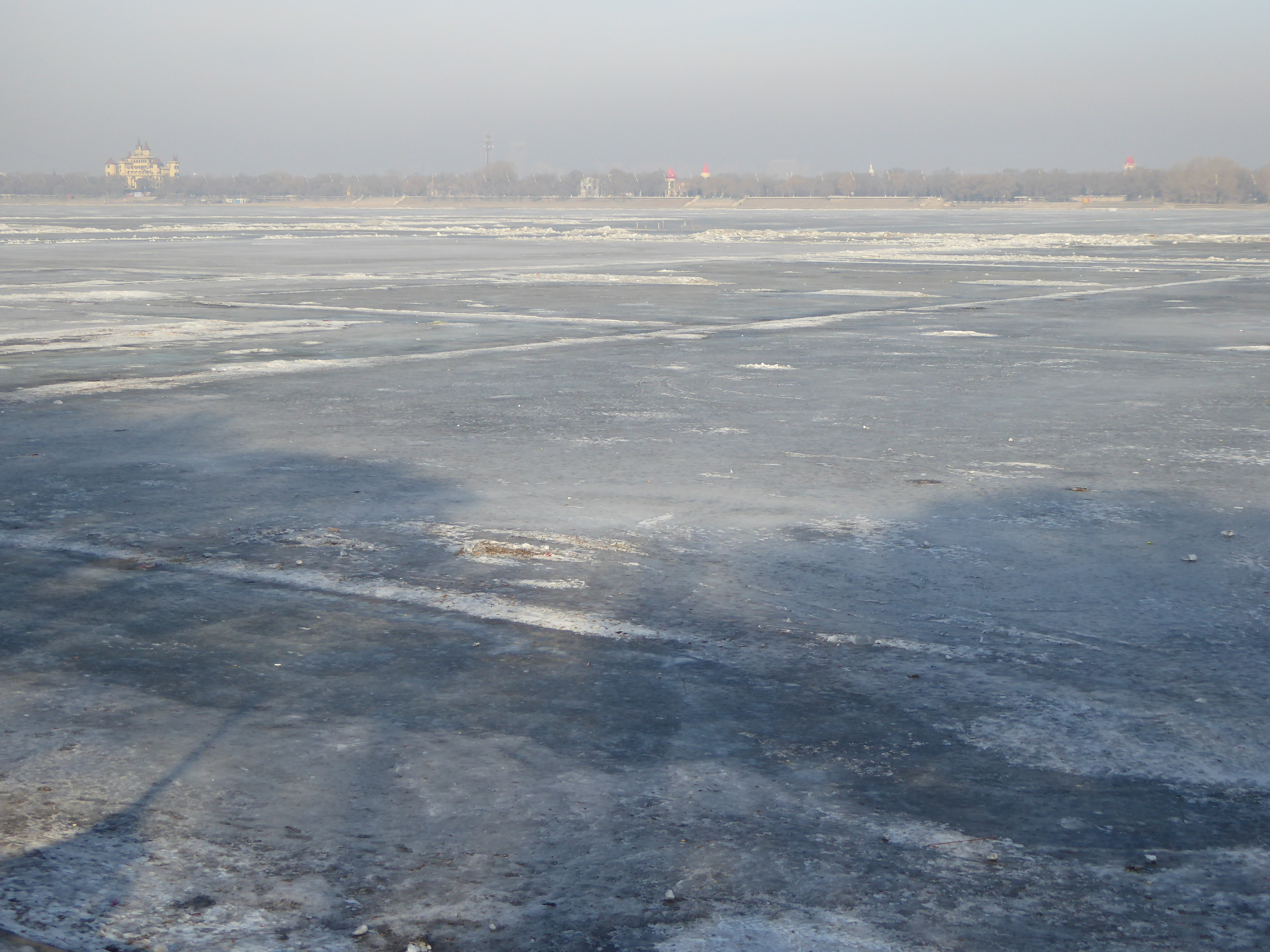
冬季に完全凍結した哈爾浜市街北部の松花江

1864年、極東に駐在したロシア軍人ピョートル・クロポトキンの探検により流域の地理の科学的調査が行われた。満洲語では松花江はスンガリ・ウラ（ᠰᡠᠩᡤᠠᠷᠢ
ᡠᠯᠠ　転写：sunggari ula、松阿里烏喇）すなわち「天の川」と呼ばれており、この地に入ったロシア人もスンガリ（Сунгари）と呼んだ。第二次世界大戦前の日本、殊に満洲国時代の日本人の間でもスンガリ川の名で知られている。さらに古く『新唐書』靺鞨伝では第二松花江が粟末水、合流以後が它漏河と呼ばれ、渤海を建国した粟末靺鞨族の名にも残っている。

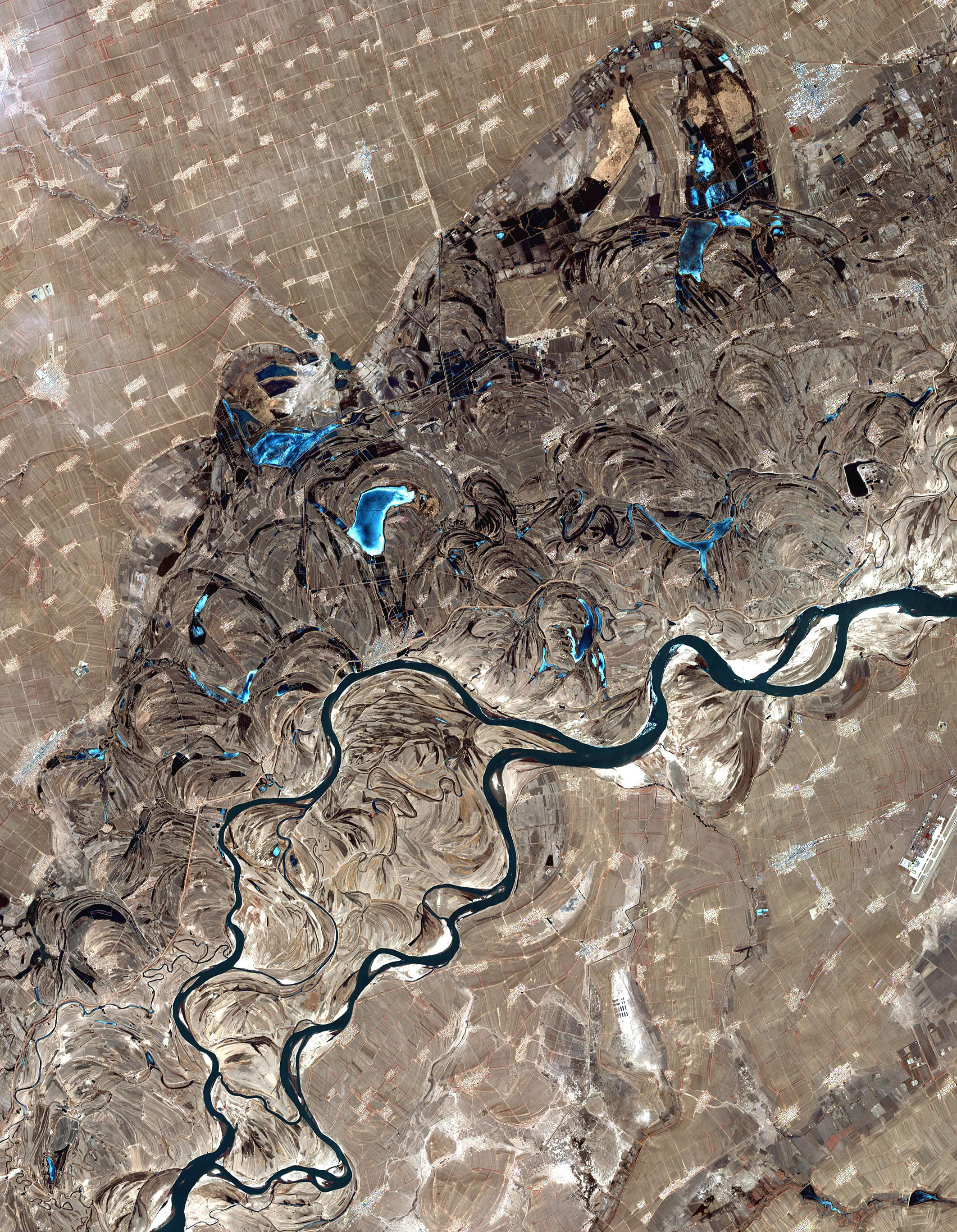
ハルビン東方を流れる松花江の衛星写真。両岸に多数の三日月湖が残る

大きな船の航行が可能な国際河川で、中国東北部の物流の幹線でもある。流域には吉林市、ハルビン市、ジャムス市などの大都会を有し、いずれも国際河川港をもち内航水運で結ばれており、ジャムス市や同江市ではアムール川を通して外海への海運も行われている。また嫩江を遡ってチチハル市へも水運が利用できる。
松花江の下流、黒竜江・ウスリー川とに囲まれロシアと国境を接する中国最東端の地・三江平原はかつては「北大荒」と呼ばれる一面の荒野であったが、108,900km2におよぶ大湿地帯でタンチョウ、マナヅル、コウノトリなど希少な鳥類や渡り鳥たちの繁殖地でもあった。満洲国時代より開拓団などにより開墾が進み、第二次大戦後は中国政府によって集団農場や軍隊による農地開発が行われ、さらに文化大革命時には多数の都市青年たちや反革命分子とされた人々がこの最果ての地に下放され開拓に従事させられた。こうして現在は「北大倉」と呼ばれる中国随一の穀倉地帯までになっている。一方で過剰な農耕で三江平原の一部では「荒漠化」が始まり、また湿地の急減で鳥類の存続が危ぶまれているが、省政府は残存湿地の保護や荒漠化する農地の復元に乗り出す一方、2001年を以って三江平原の開墾を禁止した。ただし、今後の生態系保護にはまだまだ課題を残している。
また以前から汚染された水の流入が問題であったが､2005年11月には吉林市の石油化学工場爆発の影響で､塩化トリメチルシリル､ヘキサメチルジシロキサンなどが含まれていた水が下流の黒龍江省やロシア、およびオホーツク海まで流れる事故が起こり、飲用水や漁業に悪影響を与えた｡また､2016年には小さな洪水に見舞われ吉林市辺りの地域が被害を受けた｡
2021年8月21日､黒竜江省哈爾浜市にて､松花江上流主流の水位が降雨と上流から流れてきた水の影響を受けて上昇し､｢全国主要河川洪水番号規定｣の洪水番号の基準に達したため､水利部省はこの洪水を｢松花江2021年第1号洪水｣に認定した｡

## 支流
- 牡丹江
- 嫩江
- 飲馬河（中国語版）
  - 伊通河
- 輝発河
- 土門江
- 湯旺河